# Colegio y Liceo Inmaculado Corazón de María
El Colegio y Liceo Inmaculado Corazón de María (Col·legi i Liceu Immaculat Cor de Maria) és un col·legi catòlic privat uruguaià. Ubicat al carrer Mercedes 1383 al Barri Cordón al centre de Montevideo a 200 metres de la |Intendència Municipal de Montevideo.

## Història
L'arribada de les primeres Germanes Adoratrius.
L'esperit missioner del Pare José María Bustamante (sacerdot Jesuita) el porta a estudiar la possibilitat, juntament amb Monsenyor Luquese, de fundar una casa a Montevideo. Arriben un 15 de setembre de 1889: Isabel Maciel, Teresa Castellano i Luisa Capdevilla. Una d'aquestes germanes, Isabel, pertanyia a la família de Francisco Maciel, fundador de l'Hospital Maciel del mateix nom.
Els començaments van ser atzarosos donades les successives mudances de les Germanes Adoratrius.
Una de les seves primeres cases va ser a la cinquena de l'Avinguda 8 d'Octubre, de la família Albanell, on es va inaugurar el col·legi l'11 d'octubre de 1889; per això, augmentant el nombre de religioses, es traslladen al carrer Paysandú 54 que era propietat de la família O'Neill; d'allà van passar al carrer Ituzaingó.
Una nova mudança aquesta vegada al carrer 25 de Maig 413 el 1894 on a més d'ensenyar van poder tenir una capella semi pública.
Arriba així el moment de la presència de la figura de Petrona Cibils de Jackson que va prendre a la Congregació de les Germanes Adoratrius com a cosa molt apreciada i donant el terreny va edificar la planta de l'Església Capella Santuari Eucarístic Nacional de les Germanes Adoratrius del Santíssim Sagrament ubicada al carrer Mercedes 1371 i al col·legi del carrer Mercedes 1383. El 17 de juny de 1897 es va realitzar la inauguració del temple del col·legi.
Monsenyor Mariano Soler, recentment nomenat Primer Arquebisbe de Montevideo converteix el temple en Santuari Eucarístic Nacional el 25 de març de 1898.
La directora deducació primària i inicial és la mestra Mónica Farías i la deducació secundària és la professora llicenciada Serrana Vilaró.

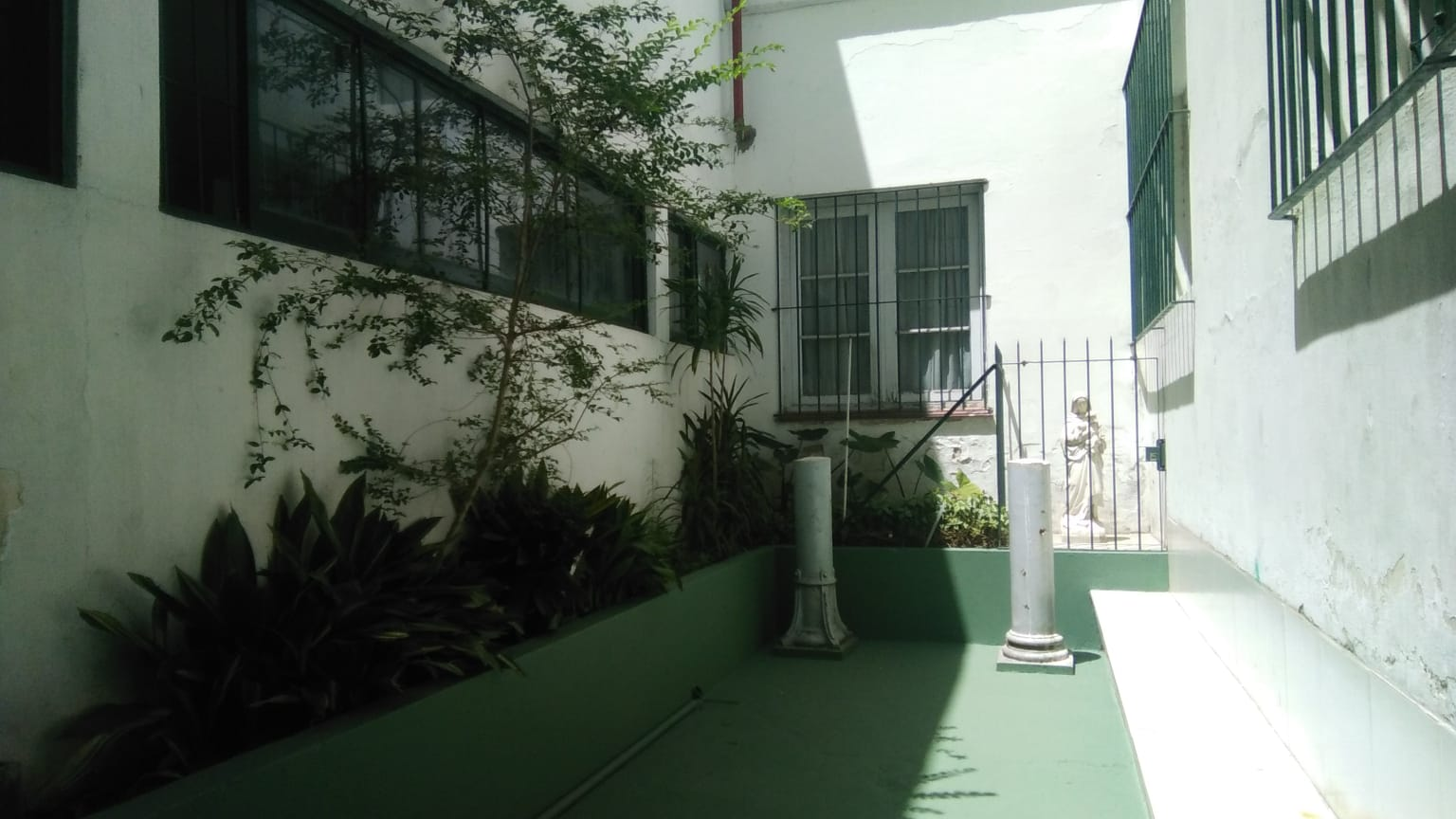
Patio interno 2 Colegio Adoratrices